# 21686 Koschny
21686 Koschny è un asteroide della fascia principale. Scoperto nel 1999, presenta un'orbita caratterizzata da un semiasse maggiore pari a 2,2838859 UA e da un'eccentricità di 0,1101230, inclinata di 1,72385° rispetto all'eclittica.
L'asteroide è dedicato al progettista aerospaziale Detlef Koschny.